# Европейский механизм валютных курсов

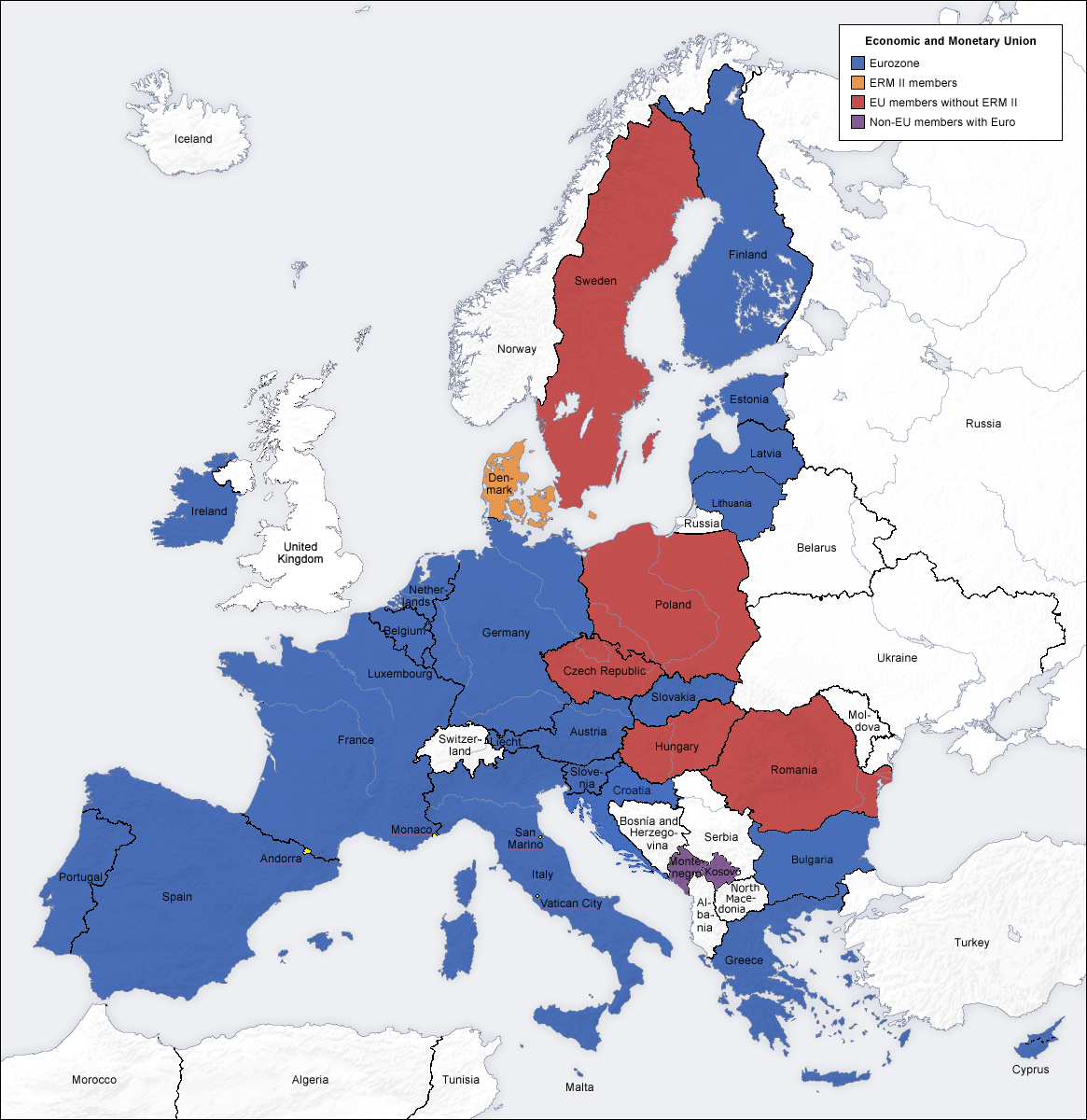
Зона евро
Страны, принадлежащие к ERM II
Другие страны ЕС
Страны вовне ЕС, использующие евро в качестве своей валюты

Европейский механизм валютных курсов (МВК, англ. European Exchange Rate Mechanism, ERM) — механизм регулирования валютных курсов, который был введён Европейским сообществом в марте 1979 г. как часть Европейской валютной системы (EMS) с целью сокращения курсовых колебаний валют стран — членов Европейского союза.
Механизм стабилизации национальных валют был необходим в процессе создания экономически валютного союза и для введения общей валюты — евро.

## Механизм ERM
Механизм ERM базируется на жёсткой взаимосвязи обменных курсов валют государств ЕС. Допускаются только т. н. «Нормальные колебания». Амплитуда колебаний со временем менялась. До введения евро валютные курсы были связаны с ЭКЮ (ECU, «корзинного валютой», курс которой определял средневзвешенный корзину валют отдельных государств — членов ЕС).
«Европейскую валютную змею» (максимально допустимую амплитуду курсовых колебаний относительно центрального курса) устанавливали для всех валют. На первом этапе она не могла превышать 2,25 %. Только Италия имела возможность расширения амплитуды до +/- 6 %. Любые сверхурочные курсовые колебания нивелировались государственными интервенциями.

## Ликвидация паритетаирландского фунтакфунту стерлингов
Участие Ирландии в системе ERM вызвало прекращение привязки ирландского фунта к фунту стерлингов. Нарушение паритета было вызвано внезапной ревальвацией фунта стерлингов. В тот период Великобритания (в отличие от Ирландии) не участвовала в ERM. Поэтому внезапный рост стоимости британской валюты не мог не вызвать рост стоимости ирландского фунта более 2,25 %, что не соответствовало принципам ERM.

## Выходфунта стерлинговиз ERM
Великобритания присоединилась к ERM с 1990 года, но уже с 1992-го должна была выйти из этой системы после того, как фунт стерлингов был подвергнут значительным курсовым колебаниям вследствие больших спекулятивных транзакций (на фунте стерлингов спекулировал, в частности, Джордж Сорос). Падение курса фунта стерлингов 16 сентября 1992 года вошло в историю как «чёрная среда». Последствия тех событий заставили Великобританию пересмотреть свои подходы к монетарной политике. Импульс, полученный 16 сентября, вызвал укрепление экономики, а сам тот день со временем переименовали в «белую среду».

## Расширение амплитуды курсовых колебаний
1993 года амплитуду курсовых колебаний расширили до 15 % в связи с большими спекулятивными транзакциями, жертвой которых стал французский франк и другие валюты.

## Замена ERM системой ERM II
31 декабря 1998 года курсы валют стран — будущих членов так называемой «зоны евро» в отношении ЭКЮ были заморожены. Саму ЭКЮ заменили новой валютой — евро (при сохранении паритета 1 EUR = 1 ECU).
1999 года систему ERM заменила ERM II.
К числу валют — участников системы 1999 года добавились греческая драхма и датская крона (впрочем, уже 2001 года Греция приняла в качестве своей валюты евро).
Максимально допустимое отклонение курсов валют в ERM II составляет +/- 15 % по отношению к центральному курсу евро (но Центральный банк Дании ограничил «валютную змею» в первоначальных 2,25 %).

## Современный статус ERM II
С расширением Европейского союза 1 мая 2004 года, Центральные банки новых членов были обязаны присоединиться к ERM II. Валюты отдельных стран должны были сделать это в разное время — в соответствии с двусторонними соглашениями.
Эстонская крона, литовский лит и словенский толар присоединились к ERM II уже 28 июня 2004 года. Кипрский фунт, латвийский лат и мальтийская лира — 2 мая 2005 года. Словацкая крона — 28 октября 2005 года. Позже эти валюты сменились на евро.
Валюты трёх крупнейших государств из новых членов (польский злотый, чешская крона и венгерский форинт) должны присоединиться к ERM II. По состоянию на лето 2023 года ни одна из них не присоединилась к ERM II.
Условием присоединения стран к зоне евро является удержание в течение двух лет подряд своей валюты в системе ERM, а также соблюдение других 4 требований валютной конвергенции (максимальный бюджетный дефицит не должен превышать 3 % ВНП, размер государственного долга — 60 % ВВП; долгосрочные ставки по кредитах — 2 % от среднего уровня этого показателя по трём странам ЕС с самыми стабильными ценами, инфляция — 1,5 % от среднего уровня этого показателя по трём странам ЕС, имеющих минимальные показатели инфляции).
В 2020 году к ERM II присоединились Хорватия и Болгария. 1 января 2023 года Хорватия перешла на евро.

## Допустимые курсовые колебания отдельных валют
| Валюта         | Код | Центральный курс | Амплитуда колебаний |
| -------------- | --- | ---------------- | ------------------- |
| болгарский лев | BGN | 1.95583          | 15 %                |
| датская крона  | DKK | 7.46038          | 2.25 %              |